# Cyril Brown
Cyril (Charles) Alfred Harvey Brown (ur. 28 stycznia 1879, zm. 30 listopada 1929) – brytyjski zapaśnik walczący w obu stylach. Olimpijczyk z Londynu 1908, gdzie zajął dziewiąte miejsce w stylu klasycznym i piąte w stylu wolnym. Walczył w wadze półciężkiej i ciężkiej.

## Letnie Igrzyska Olimpijskie 1908

### Waga półciężka
| Konkurencja          | Rundy eliminacyjne | Rundy eliminacyjne    | Klas. końcowa |
| Konkurencja          | 1/16               | 1/8                   | Miejsce       |
| -------------------- | ------------------ | --------------------- | ------------- |
| 93 kg styl klasyczny | Wolny los Z        | Marcel Dubois (BEL) P | 9.            |

### Waga ciężka
| Konkurencja       | Rundy eliminacyjne | Rundy eliminacyjne  | Klas. końcowa |
| Konkurencja       | 1/8                | 1/4                 | Miejsce       |
| ----------------- | ------------------ | ------------------- | ------------- |
| +73 kg styl wolny | Wolny los Z        | Ned Barrett (GBR) P | 5.            |